# 54 (numero)
Cinquantaquattro (cf. latino quinquaginta quattuor, greco τέσσαρες καὶ πεντήκοντα) è il numero naturale dopo il 53 e prima del 55.

## Proprietà matematiche
- È un numero pari.
- È un numero composto dai seguenti divisori: 1, 2, 3, 6, 9, 18, 27 e 54. Poiché la somma dei divisori (escluso il numero stesso) è 66 > 54, è un numero abbondante.
- È un numero semiperfetto in quanto pari alla somma di alcuni (o tutti) i suoi divisori.
- È un numero nodecagonale.
- È un numero di Harshad nel sistema di numerazione decimale.
- È un numero palindromo e un numero a cifra ripetuta nel sistema di numerazione posizionale a base 8 (66), in quello a base 17 (33) e in quello a base 26 (22).
- È un numero pratico.
- È un numero congruente.
- È un numero malvagio.
- È un numero di Leyland.
- È parte delle terne pitagoriche (54, 72, 90), (54, 240, 246), (54, 728, 730).

## Astronomia
- 54P/de Vico-Swift-NEAT è una cometa periodica del sistema solare.
- 54 Alexandra è un asteroide della fascia principale del sistema solare.
- NGC 54 è una galassia spirale della costellazione della Balena.

## Astronautica
- Cosmos 54 è un satellite artificiale russo.

## Chimica
- È il numero atomico dello Xeno (Xe).

## Simbologia

### Smorfia
- Nella smorfia il numero 54 è il cappello.

### Giochi
- È il numero di carte, compreso i jolly, di un mazzo di carte francesi.
- È il numero di quadrati colorati sulle facce del cubo di Rubik.